# 매전초등학교
매전초등학교는 대한민국 경상북도 청도군 매전면 청매로 1288 (온막리)에 있었던 초등학교이다.

## 학교 연혁
- 1924년 9월 19일 매전공립보통학교(4년제) 개교(설립인가 7월 17일)
- 1927년 3월 31일 6년제 인가
- 1938년 4월 1일 매전공립심상소학교 개칭
- 1941년 4월 1일 매전공립국민학교 개칭
- 1952년 1월 31일 매전국민학교 개칭
- 1981년 3월 9일 병설유치원 개원
- 1996년 3월 1일 매전초등학교 개칭
- 1999년 9월 1일 중남초등학교 통합
- 2012년 3월 1일 동산초등학교로 통폐합